# San Pedro, Tecámac
San Pedro, även El Terremoto är en ort i Mexiko, tillhörande kommunen Tecámac i delstaten Mexiko. San Pedro ligger i den centrala delen av landet och tillhör Mexico Citys storstadsområde. Orten hade 304 invånare vid folkmätningen 2010.